# Don Anielak
Donald Robert Anielak, detto Don (St. Louis, 1º novembre 1930 – Sandwich, 19 novembre 1995), è stato un cestista e allenatore di pallacanestro statunitense, professionista nella NBA.

## Carriera
Dopo aver giocato a livello universitario per il Southwest Missouri State College (vincendo il campionato NAIA nel 1953), venne selezionato dai New York Knicks al terzo giro del Draft NBA 1954 con la 26ª scelta assoluta. Disputò una partita con i Knicks nella stagione 1954-55.